# 海德爾巴赫河 (勒滕巴赫河支流)
49°26′51″N 11°16′15″E / 49.44758°N 11.27095°E

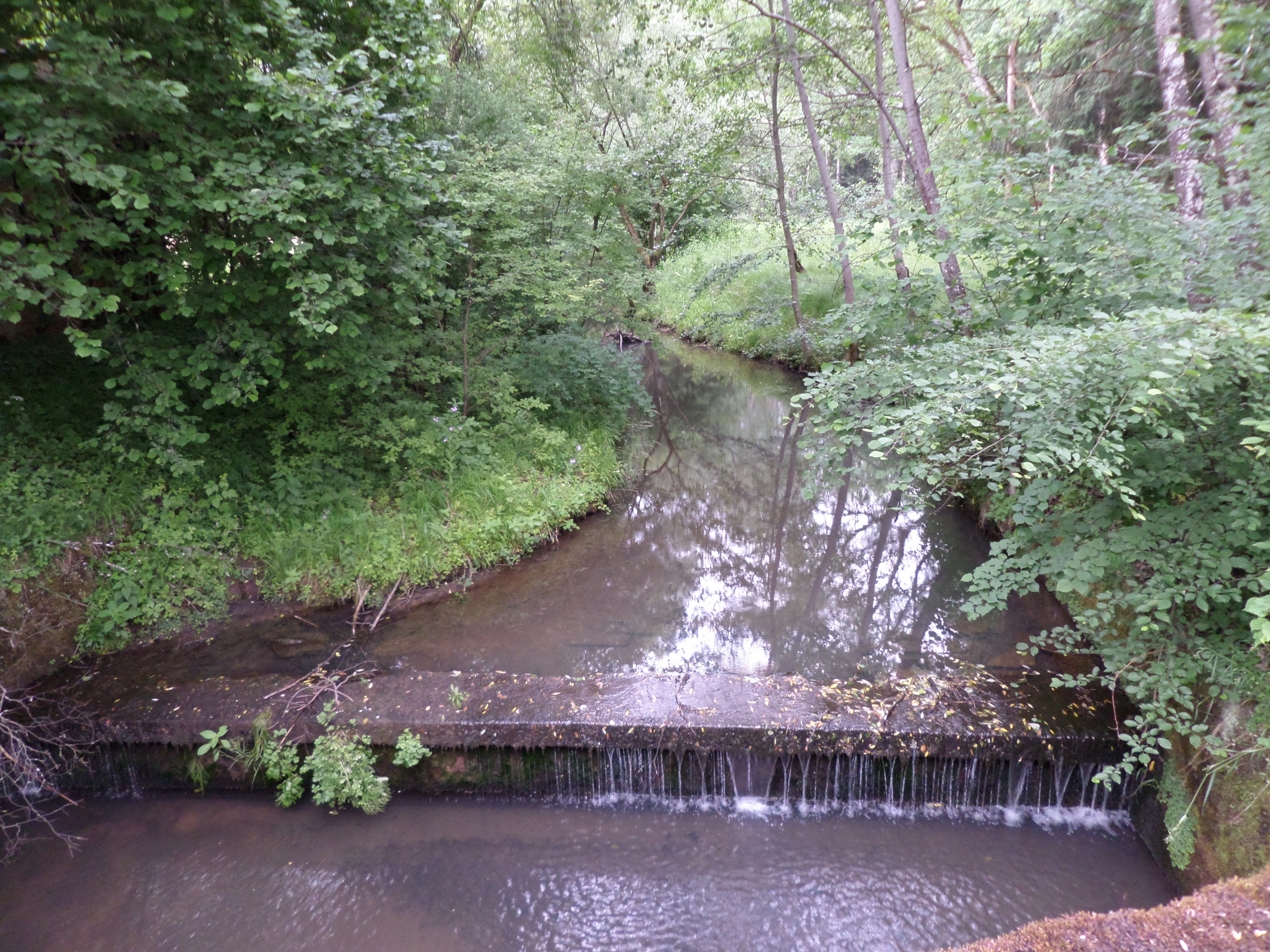

海德爾巴赫河是德國的河流，位於該國東南部，由巴伐利亞負責管轄，屬於勒滕巴赫河的右支流，河道全長9.8公里，流域面積34平方公里。